# نادية شمس الدين
نادية شمس الدين (25 مايو 1942 - 3 سبتمبر 2012)، ممثلة مصرية.

## عن حياتها
بدايتها كانت على المسرح في عام 1976، وعملت في السينما والمسرح والتلفزيون في أدوار ثانوية ، وحققت شهرة في أدوار عديدة أختفت عن الأنظار بعد تقديم دورها في السهرة التلفزيونية «زواج على ورق سوليفان» عام 1998 مع الفنان أحمد السقا ومنى زكي.

## أعمالها
- 1. زواج على ورق سوليفان سهرة تلفزيونية 1998
- 2. السيرة الهلالية (مسلسل) - الجزء الأول مسلسل 1997
- 3. يوميات ونيس (ج4) مسلسل 1997
- 4. الخطيئة السابعة فيلم 1996
- 5. هارب إلى السجن فيلم 1995
- 6. غريب في الميناء فيلم 1995
- 7. موزع البريد فيلم 1994
- 8. السقوط في بئر سبع مسلسل 1994
- 9. جدعان الحلمية فيلم 1994
- 10. لعبة القتل فيلم 1994
- 11. الهاربان فيلم 1993 دريه زوجة مندور
- 12. توت توت فيلم 1993
- 13. اقوى الرجال فيلم 1993
- 14. كروانة فيلم 1993 ام شريف الشغاله
- 15. ليه يا بنفسج فيلم 1993
- 16. غبى على الزيرو فيلم 1993
- 17. وزير في الجبس فيلم 1993
- 18. الانسة كاف مسلسل 1993
- 19. الوعد الحق مسلسل 1993
- 20. هارب من التجنيد فيلم 1992
- 21. بنات في ورطة فيلم 1992 ام منى عبد الغني
- 22. جريمة في الأعماق فيلم 1992 ام عفاف
- 23. المتهمة فيلم 1992
- 24. الشقى فيلم 1992
- 25. دنيا عبد الجبار فيلم 1992
- 26. المشاغبون في البحرية فيلم 1992
- 27. الخطوة الدامية فيلم 1992
- 28. شياطين المدينة فيلم 1991
- 29. المشاغبات والكابتن فيلم 1991
- 30. نصيب الأسد فيلم 1991
- 31. جيل آخر زمن فيلم 1991 ام ابله انتصار
- 32. الكيت كات (فيلم) 1991
- 33. بنت مشاغبة جدا فيلم 1991
- 34. المساطيل فيلم 1991
- 35. المشاغب ستة فيلم 1991
- 36. ليل وليالي فيلم 1991
- 37. العفاريت (فيلم) 1990
- 38. المطب فيلم 1990
- 39. خمسه كارت فيلم 1990 ام صلاح محمود
- 40. ابناء الغربة فيلم 1990
- 41. الواد سيد النصاب فيلم 1990
- 42. الأغبياء الثلاثة فيلم 1990
- 43. مطلوب عروسه مسلسل 1990
- 44. المذنبون الأبرياء فيلم 1990
- 45. سلم لي على سوسو فيلم 1990
- 46. ابناء على الطريق فيلم 1990
- 47. 3 تحت المراقبة فيلم 1990
- 48. عائلة مشاغبة جدا فيلم 1989
- 49. ليس لعصابتنا فرع آخر فيلم 1989
- 50. باب شرق فيلم 1989 ام يحيى
- 51. حكاية لها العجب فيلم 1989
- 52. السجين أولادي مسلسل 1989
- 53. ليلة في شهر 7 فيلم 1988
- 54. ملف سامية شعراوي فيلم 1988 زوجة هلال
- 55. ثمن الغربة فيلم 1988 زوجة البواب
- المناسبات (1988)
- 56. الجدعان الثلاثة فيلم 1988
- 57. بطل من ورق فيلم 1988 والده سهير
- 58. غرام الأفاعى فيلم 1988
- 59. صائد الأحلام فيلم 1988
- 60. امراة للاسف فيلم 1988
- 61. صاحب العمارة فيلم 1988
- 62. نار ودخان مسلسل 1988
- 63. ملابس الحداد الحمراء فيلم 1988
- 64. ليالي الحلمية (ج2) مسلسل 1988
- 65. الاتهام فيلم 1987
- 66. شاهد إثبات فيلم 1987 زوجه فريد
- 67. عصفور له أنياب فيلم 1987
- 68. لعدم كفاية الادلة فيلم 1987
- 69. بنات حارتنا فيلم 1987
- 70. رأفت الهجان (مسلسل) (ج1) 1987
- 71. النظرة الأخيرة فيلم 1987
- 72. الصبر في الملاحات فيلم 1986
- 73. كراكون في الشارع فيلم 1986
- 74. الحرافيش فيلم 1986 ام رضوانه
- 75. الاختلاط ممنوع فيلم 1986
- 76. بلاغ ضد امراة فيلم 1986
- 77. البنات والمجهول فيلم 1986
- 78. الأستاذ يعرف أكثر فيلم 1985
- 79. المحروسة 85 مسلسل 1985
- 80. الحكم آخر الجلسة فيلم 1985
- 81. مغاوري في الكلية فيلم 1985
- 82. اتنين علي الهوا فيلم 1985
- 83. فوزية البرجوازية فيلم 1985 ام خشق
- 84. الإنس والجن (فيلم) 1985 حماة نادية ام محمد
- 85. العبقرى خمسة فيلم 1985
- 86. البحث عن السعادة مسلسل 1985
- 87. ولكن شيئا ما يبقى فيلم 1984
- 88. الخادمة فيلم 1984
- 89. الأشقياء فيلم 1984
- 90. نعيمة فاكهة محرمة فيلم 1984
- 91. قمر الليل فيلم 1984 ابله خديجه
- 92. غدا تتفتح الزهور مسلسل 1984
- 93. صابر يا عم صابر مسلسل 1984
- 94. محاكمة على بابا فيلم 1984
- 95. القفل فيلم 1983
- 96. مسعود سعيد ليه فيلم 1983
- 97. الراجل اللي باع الشمس فيلم 1983
- 98. أشياء ضد القانون فيلم 1982 شوقيه زوجة زغلول الأولى
- 99. وضاع حبى هناك فيلم 1982
- 100. الحل اسمه نظيرة فيلم 1982
- 101. عيون لا تنام فيلم 1981 الممرضه
- 102. إللي ضحك على الشياطين فيلم 1981
- 103. البنات عايزه ايه فيلم 1980
- 104. دموع في عيون وقحه مسلسل 1980
- 105. لا تظلموا النساء فيلم 1980 السجانه
- 106. دائرة الشك فيلم 1980
- 107. أبو البنات فيلم 1980
- 108. دماء على الثوب الوردي فيلم 1980
- 109. أذكياء لكن أغبياء فيلم 1980
- 110. سأعود بلا دموع فيلم 1980
- 111. الفقراء أولادى فيلم 1980
- 112. استقالة عالمة ذرة فيلم 1980
- 113. لا يا أمى فيلم 1979
- 114. سأكتب اسمك على الرمال فيلم 1979 صاحبة سعديه الي تبيع في الصحراء
- 115. هي والمستحيل مسلسل 1979
- 116. إحنا بتوع الأتوبيس فيلم 1979
- 117. نوع من النساء فيلم 1979
- 118. العمر لحظة فيلم 1978
- 119. شفيقة ومتولى فيلم 1978
- 120. وضاع العمر يا ولدى فيلم 1978
- 121. الحب في طريق مسدود فيلم 1977
- 122. الكل يحب فيلم 1976

## من اعمالها
من التمثيليات التلفزيونية:
- الطفلة والعجوز بدور ماجدة

## روابط خارجية
- نادية شمس الدين على موقع الدهليز
- نادية شمس الدين على موقع قاعدة بيانات الأفلام العربية